# Hydrellia gentilis
Hydrellia gentilis är en tvåvingeart som beskrevs av Dahl 1968. Hydrellia gentilis ingår i släktet Hydrellia och familjen vattenflugor. Inga underarter finns listade i Catalogue of Life.